# Рейтер, Альберт
Альберт Рейтер (нем. Albert Reuter ; 11 сентября 1907, Люксембург — 2 марта 2003, Люксембург) — люксембургский футболист и тренер, выступавший на позиции полузащитника. С 1948 по 1949, главный тренер сборной Люксембурга.

## Биография

### Карьера игрока
Родился в Люксембурге. На профессиональном уровне играл за клуб «Пфаффенталь». Выступал за сборную с 1928 по 1939, участник летних Олимпийских играх 1928.

### Карьера тренера
После завершения игровой карьеры стал тренером. С 1948 по 1949 год, совместно Юлесом Мюллером и Жан-Пьером Хошайдом руководил сборной Люксембурга по футболу на летних Олимпийских играх 1948. В качестве главного тренера провёл 27 матчей за сборную.
Скончался 2 марта 2003 года в Люксембурге.